# Polmont
Polmont (Schots-Gaelic: Poll-Mhonaidh) is een dorp in Schotland, 5 km ten zuiden van Grangemouth en 10 km ten oosten van de stad Falkirk tot welk district (Unitary Authority) het dorp behoort.
Polmont had in 2020 5.040 inwoners.

## Verkeer
Het dorp ligt direct aan de autoweg M9.
Het Station Polmont ligt op de spoorlijn Edinburgh - Glasgow.
In 1984 had hier een spoorwegongeval plaats, waarna de veiligheid van trek-duwstellen in vraag werd gesteld.